# だから美代子です
『だから美代子です』（だからみよこです）は、むんこによる日本の4コマ漫画作品。『まんがライフオリジナル』（竹書房）にて、2012年1月号・2月号でのゲスト掲載を経て、2012年5月号から2017年9月号まで連載（2013年5月号は休載）。全66話（特別編は含めず）。単行本は全4巻。なお、単行本と雑誌掲載時点では話数にズレが生じている（ここでは、単行本の話数を基準とする）。英題は、雑誌掲載時（『まんがライフセレクション』の再録も含む）は、単にローマ字化した『DAKARA MIYOKODESU』であったが、単行本では『Therefore I am Miyoko.』に改められている。
未亡人である美代子の、義父母（夫の両親）との共同生活、お隣さんや地域の人々との交流を描いた4コマ作品。舞台は、『らいか・デイズ』などと同じく花丸町。ギャグ漫画ではあるが、連載中盤以降は、子育て漫画としての側面も併せ持つようになった。第65話では17年後の未来、第65話ラスト～最終話（第66話）ではさらに数年後の未来に移行した。
事前に行われた読者投票『むんこスペシャル増刊号』発売記念企画「あの続きをもう一度!むんこ作品総選挙」の結果により、2023年7月27日発売の「まんがライフセレクション むんこスペシャル」で描き下ろしを6ページ掲載。

## 登場人物
浅井田 美代子（あさいだ みよこ）
この物語の主人公。年齢は、3巻時点で37歳。「みょー子さん」と呼ばれており、「みょー子じゃありません、美代子です」と返すのが口癖。ただし、話が進むにつれて親しい人に限っては「みょー子さん」呼びでも文句は言わないようになった。
第1話の冒頭で夫（ダーリン）が他界、行く当てが無いことから夫の両親の家で暮らすことになった。当初は無職だったが、程なくして花丸食堂のパートタイマーとなった。後に、図書館の読み聞かせボランティアも務めるようになった。
「浅井田」は夫の姓であり、旧姓は「相楽」。
性格は、時々突拍子もない行動をとることもあるが、基本的に明るい（周囲には、能天気と思われることもあるが）。
整った顔の美人であり、スタイルも良い。その為、林田修平の同僚から何度か口説かれた他、プールで居合わせた男性からナンパされたこともある。
幼少期に両親を亡くしており、伯父に育てられたものの、社会人になってからは一人暮らしをしていた。このころにダーリンと出会った。彼には感じるものがあったのか、彼の余命を知りつつも交際・結婚までこぎ着けた。
終盤（17年後時点）では、義父母の他界後、児童施設「子馬の家」の先生となった。ダーリンへの想いは変わらず持ち続けている。それから数年後に他界、あの世でダーリン達と再会した。亡くなる前に児童施設「子馬の家」を財津紺太に託す。ただし、『らいか・デイズ』作中では、子馬の家の先生（後述）に対して財津が「子馬の家」に先生として戻るつもりでいることを発言している。第65話では若干老けた容姿であったが、最終話（あの世）では第64話以前の容姿に戻っている。
彼女の口癖は、『TIGER & BUNNY』のバーナビ―からヒントを得たもの。
ダーリン
美代子の夫で、名前は不明。物語開始時点で故人。学生時代から何らかの病気を患っており、元々長生きできない身体であった。美代子とは、社会人時代に出会った。当初は余命を理由に美代子からの告白を断っていたが、引かない彼女に折れ、交際の後に結婚した。美代子の身を案じてか、幽霊としてたまに手助けしたり、夢の中に介入したりする。
お義父さん
ダーリンの父で、美代子の義父。名前は不明。誕生日は7月2日。
美代子や妻、友人たちと日々を慌ただしく過ごす。
ピーマンが苦手など、子供っぽい。
年齢を感じさせない行動力の持ち主。『らいか・デイズ』にも、図書館のボランティアとして客演している。
終盤では、妻に先だって他界していることが明かされた。
美代子のことを「みょー子さん」と呼ぶが、初対面の時は普通に「みよちゃん」と呼んでいた。
お義母さん
ダーリンの母で、美代子の義母。名前は不明。
美代子や夫、サークル仲間と日々を慌ただしく過ごし、年齢を感じさせない行動力は夫同様。
息子と美代子が結婚することになった際、美代子本人からある程度の生い立ちを聴かされていたため、美代子の身の上を案じており、美代子の伯父が訪ねてきた時は「悪いけど放っておいてくんない?」と厳しい対応を見せた。
終盤では、夫の死から1年後に他界している。
美代子のことを「みょー子さん」と呼ぶが、初対面の時は普通に「みよちゃん」と呼んでいた。
林田 奈美江（はやしだ なみえ）
浅井田家のお隣さん。専業主婦で31歳。当初は美代子たちの突拍子もない行動に戸惑っていたが、徐々に感化され、美代子の親友となる。酒癖が悪く、酔うと酒乱を起こす。
連載中盤で妊娠が発覚、長男・波平を授かる。妊娠後は、浅井田家の協力も得つつ波平の出産・子育てに奮戦する。
林田 修平（はやしだ しゅうへい）
奈美江の夫で、サラリーマン。奈美江とは、大学時代に出会った。奈美江とは、ケンカも時々するものの、夫婦仲は比較的良好な様子。
林田 波平（はやしだ なみへい）
修平と奈美江の長男。1歳に満たないながらも非常に食欲旺盛且つわんぱくで、両親や周囲も手を焼くほど。
名前は母親である「奈美江」と、父親である「修平」から採って組み合わせたものだが、その名前の響きから周囲の者が全会一致で頭頂部の髪の毛1本だけの髪型を想像し、「奈美平」ではなく「波平」の字が当てられることになった。
終盤では17歳に成長、料理人を目指して修行を積んでいる。17歳に成長した時点でも頭髪は1本しかない。
美代子に好意を抱いていたが、その想いは叶わなかった。なお、第65話は彼の視点で描かれた。
花丸食堂の夫婦
花丸食堂で定食屋を営む夫婦。美代子をパートタイマーとして採用した。夫婦揃って音楽好きで、カラオケ大会で優勝する程の腕前。
アリサ
花丸食堂の夫婦の娘。ライブツアーで世界中を巡っているギタリスト。両親もカラオケ大会で優勝する実力があることから、音楽に関しては両親の才能を受け継いだと思われる節がある。
連絡も入れずに突然ふらりと食事しに帰ってくるような自由人だが、そういうことはよくあるらしく、作中で初登場した時は2年ぶりの帰宅であったが、両親は娘の突然の帰宅に全く驚くこと無く対応している。
とはいえ、両親と不仲というわけではなく、親子関係は良好。しかし、食事代はしっかり払わされた。
たまにしか実家に帰れないことには少なからず引け目を感じている節があり、実の娘である自分が殆ど帰らない中で（パート従業員という立場ではあるものの）いつも両親の傍に居て両親を支えてくれている美代子に「ありがとう」と伝えている。
美代子の伯父
幼くして両親を亡くした美代子を引き取って育てていた伯父で、作中に登場する美代子の唯一の肉親。
第4巻第51話「過去」「そして墓まで」に登場。「そして墓まで」でのお義母さんとの遣り取りによると、お義母さんは伯父に彼の息子たちのことを尋ねており、伯父が「さあ、何処で何をしているやら…」と答えている。
その後にお義母さんが「あんたに会ったらあの子きっとこう言うよ」と告げ、もし対面したら美代子が「謝らないで下さい」「お世話になって感謝してます」と告げると予測される旨を発言。
このことから、美代子は伯父に育てられていた当時、伯父本人とではなく、彼の息子たちとの間に何らかのトラブルがあったことが解かる。
伯父はずっとそのことを引き摺っていたらしく、浅井田家を訪問したのも美代子に謝罪するためだった。
しかし、彼の息子たち（または彼本人）と美代子の間にどんな過去があったのかについては触れられていない。
トクさん
お義父さんの友人の一人。寺の住職。お義父さんを含む5人組の中ではお義父さんと並んで長身。
寺をほったらかしにしてお義父さんたちと遊んでいることが多いが、住職を務めるだけあって僧侶としてのスキルは確かであり、年が明ける何日も前に美代子が鐘を突いた時、その鐘打ちが除夜の鐘として打ったことを見抜いている。
17年後の未来ではお義父さんと同様に死去している。
留造
お義父さんの友人の一人。お菓子好きで子供っぽい性格をしている。
背も子供並みに低く、お義父さんの友人の中では最も言動が子供っぽい。
17年後の未来ではお義父さんと同様に死去している。
マサさん
お義父さんの友人の一人。推理小説を読む趣味がある。
留造と同じく子供並みに背が低い。
17年後の未来ではお義父さんと同様に死去している。
お義父さんの友人
お義父さんの友人の内の1人。
お義父さんやトクさんほど長身ではないが、成人男性としての身長はある。
スナック『女郎蜘蛛』の常連で、仕事を探していた美代子に『女郎蜘蛛』を紹介したこともある。
お義父さんの友人の中では唯一、名前が明かされていない。
17年後の未来ではお義父さんと同様に死去している。
花丸図書館で出逢った少年
美代子が画集を観に花丸図書館に出掛けた時に館内で出逢った少年。
少年の母親が花丸図書館で読み聞かせのボランティアをしていることもあり、この少年との出逢いが花丸図書館での読み聞かせボランティアをするキッカケとなり、間接的にではあるが、後年に「子馬の家」の先生を勤めることにも繋がる。
子馬の家の先生
児童施設「子馬の家」の先生を務めているツインテールの髪型をした女性。花丸図書館で偶然、美代子に出逢うが、美代子の読み聞かせの評判は以前から聴き知っていた。
終盤の美代子の人生に影響を与えた人物であり、直接描かれてはいないものの、彼女が美代子を「子馬の家」の先生としてスカウトしたものと思われる。
本来は作者の別作『らいか・デイズ』の登場人物。
きさらぎオメガ（本名：如月 円）
第3巻第38話に登場。
花丸小学校に通う2年生の女子児童で、漫画家を目指している。
ネタ探しの為に街中を歩いている時に美代子と出逢う。
美代子をモデルに「アパートの管理人で未亡人、下宿している浪人生と恋をする」という設定を即興で思いつくも、美代子から「未亡人ってのはあってるよ」と言われ、美代子の心情を察して漫画家を辞めると言い出す。
その後、美代子がダーリンと長生きしてずっと幸せに暮らしたという結末の漫画を描いて浅井田家の新聞受けに投函、ストーリーを読んだ美代子はその内容に感激し、涙した。
本来は作者の別作『らいか・デイズ』の登場人物であり『らいか・デイズ』では本名が明かされているが、本作では本名は明かされず、ペンネームである「きさらぎオメガ」の名で登場。
春菜 来華
第3巻第44話「ムンクの思い出」にて、美代子が花丸図書館を訪れた時に館内に居合わせた、花丸小学校に通う小学6年生の女子児童。
美代子が花丸図書館に出掛けた際に館内で出逢った少年にナンパ的な口説き方で読み聞かせのボランティアとしてスカウトされているシーンで登場。
作中では美代子との接点は無く、遣り取りも無い。
本来は作者の別作『らいか・デイズ』の登場人物かつ主人公。

## 番外編
全て4コマ形式。「春と秋と美代子さんについて」以外の3本は、単行本第2巻に収録。
- みょー子さんと舞ちゃんと。（まんがライフセレクション2013年2月増刊号に掲載、『まい・ほーむ』『ゆあまいん』とのコラボ）
- 外伝（まんがライフセレクション2014年9月増刊号に掲載、『まい・ほーむ』とのコラボ）
- 春と秋と冬の美代子です（まんがライフセレクション2016年2月増刊号に掲載、『春と秋について』とのコラボ）
- 春と秋と美代子さんについて（まんがライフセレクション2017年2月増刊号に掲載、『春と秋について』とのコラボ）※同作のみ、『春と秋について』の単行本に収録。

## 書誌情報
- むんこ『だから美代子です』 竹書房〈バンブーコミックス〉、全4巻
  1. 2013年11月7日発行 ISBN 978-4-8124-8446-3[14]
  2. 2016年2月27日発行 ISBN 978-4-8019-5461-8
  3. 2017年2月27日発行 ISBN 978-4-8019-5762-6
  4. 2017年11月27日発行 ISBN 978-4-8019-6113-5